# Distritos de Budapest
Budapest, la capital de Hungría, tiene 23 kerület o distritos, cada uno con su propio gobierno municipal.

## Numeración
Budapest tenía 10 distritos tras la unificación de las ciudades de Pest, Buda y Óbuda en 1873, numerados del I al X. En 1930, cuatro nuevos distritos fueron organizados, numerados del XI al XIV. El 1 de enero de 1950, Budapest se fusionó con siete ciudades y 16 pueblos vecinos, y el número de sus distritos aumentó a 22. El distrito IV se disolvió y el número fue dado a la ciudad más septentrional recién fusionada (Újpest), los territorios más amalgamados se organizaron en los distritos XV - XXII. Las antiguas fronteras del distrito fueron también parcialmente modificadas, pero el antiguo sistema de numeración permanece todavía claro en el mapa. En 1994, uno de los antiguos pueblos dejó el distrito XX y nació el nuevo distrito XXIII.

## Distritos
A continuación se enumeran los números ordinales de los 23 distritos de Budapest, sus nombres oficiales (si lo hay), y los nombres de los barrios dentro de los distritos. Cada distrito puede estar asociado con uno o más barrios con nombres de ciudades anteriores en Budapest.
Buda es la parte montañosa en la orilla oeste del Danubio. Pest es la parte plana en la orilla oriental del Danubio. Csepel es una isla en el sur, entre ellos (nota: dos islas adicionales forman parte de los distrito III y XIII).
| Distrito                 | Barrios |
| I. (Várkerület)          | Castillo de Buda, Distrito del Castillo de Buda, Tabán, Gellérthegy, Krisztinaváros, Víziváros sur |
| II.                      | Adyliget, Budakeszierdő, Budaliget, Csatárka, Erzsébetliget, Erzsébettelek, Felhévíz, Gercse, Hársakalja, Hárshegy, Hűvösvölgy, Kővár, Kurucles, Lipótmező, Máriaremete, Nyék, Országút, Pálvölgy, Pasarét, Pesthidegkút-Ófalu, Petneházy-rét, Remetekertváros, Rézmál, Rózsadomb, Szemlőhegy, Széphalom, Szépilona, Szépvölgy, Törökvész, Újlak, Vérhalom, Víziváros, Zöldmál. |
| III. (Óbuda-Békásmegyer) | Óbuda, Aquincum, Aranyhegy, Békásmegyer, Csillaghegy, Csúcshegy, Filatorigát, Hármashatárhegy, Kaszásdűlő, Mátyáshegy, Mocsárosdűlő, Óbudai-sziget, Remetehegy, Rómaifürdő, Solymárvölgy, Szépvölgy, Táborhegy, Testvérhegy, Törökkő, Ürömhegy, Újlak. |
| IV. (Újpest)             | Újpest, Megyer, Káposztásmegyer, Székesdűlő, Istvántelek. |
| V. (Belváros-Lipótváros) | centro ciudad (en sentido estricto), Lipótváros |
| VI. (Terézváros)         | Terézváros |
| VII. (Erzsébetváros)     | Erzsébetváros |
| VIII. (Józsefváros)      | Józsefváros, Kerepesdűlő, Tisztviselőtelep |
| IX. (Ferencváros)        | Ferencváros, Gubacsidűlő, József Attila-lakótelep |
| X. (Kőbánya)             | Felsőrákos, Gyárdűlő, Keresztúridűlő, Kőbánya-Kertváros |
| XI. (Újbuda)             | Albertfalva, Dobogó, Gazdagrét, Gellérthegy, Hosszúrét, Kamaraerdő, Kelenföld, Kelenvölgy, Kőérberek, Lágymányos, Madárhegy, Őrmező, Örsöd, Péterhegy, Pösingermajor, Sasad, Sashegy, Spanyolrét, Tabán |
| XII. (Hegyvidék)         | Budakeszierdő, Csillebérc, Farkasrét, Farkasvölgy, Istenhegy, Jánoshegy, Kissvábhegy, Krisztinaváros, Kútvölgy, Magasút, Mártonhegy, Németvölgy, Orbánhegy, Sashegy, Svábhegy, Széchenyihegy, Virányos. |
| XIII.                    | Újlipótváros, Angyalföld, Vizafogó, Isla Margarita |
| XIV.i (Zugló)            | Alsórákos, Herminamező, Istvánmező, Kiszugló, Nagyzugló, Rákosfalva, Törökőr, Városliget |
| XV.                      | Rákospalota, Pestújhely, Újpalota |
| XVI.                     | Mátyásföld, Sashalom, Cinkota, Rákosszentmihály, Árpádföld, Kisszentmihály, Ilonatelep, Petőfikert, Nagyiccetelep, Szentgyörgytelep, Szabadságtelep, Huszkatelep |
| XVII. (Rákosmente)       | Rákoskeresztúr, Rákoscsaba, Rákoscsaba-Újtelep, Rákosliget, Rákoshegy, Rákoskert, Akadémiaújtelep, Madárdomb, Régiakadémiatelep |
| XVIII.                   | Pestszentlőrinc, Pestszentimre |
| XIX. (Kispest)           | Kispest, Wekerletelep |
| XX. (Pesterzsébet)       | Gubacsipuszta, Kossuthfalva, Pacsirtatelep, Pesterzsébet, Pesterzsébet-Szabótelep |
| XXI. (Csepel)            | Csepel |
| XXII.                    | Budatétény, Nagytétény, Budafok |
| XXIII. (Soroksár)        | Soroksár |

### Población de los distritos
La siguiente es una lista de los distritos de la población, el territorio y la densidad de población.
| Distrito | Nombre                                                                   | Población (2009) | Área (km²) | Densidad de población (habitantes por km²) |
| -------- | ------------------------------------------------------------------------ | ---------------- | ---------- | ------------------------------------------ |
| I.       | Budavár ("Castillo de Buda")                                             | 24,728           | 3.41       | 7233.1                                     |
| II.      | -                                                                        | 88,729           | 36.34      | 2426.7                                     |
| III.     | Óbuda-Békásmegyer ("Viejo Buda-Békásmegyer")                             | 123,723          | 39.69      | 3117.6                                     |
| IV.      | Újpest ("Nuevo Pest")                                                    | 98,374           | 18.82      | 5227.5                                     |
| V.       | Belváros-Lipótváros ("Centro-Ciudad Leopold")                            | 27,283           | 2.59       | 10,433.6                                   |
| VI.      | Terézváros                                                               | 42,120           | 2.38       | 17,556.3                                   |
| VII.     | Erzsébetváros ("Ciudad Isabel")                                          | 62,530           | 2.09       | 29,681.3                                   |
| VIII.    | Józsefváros ("Ciudad José")                                              | 82,222           | 6.85       | 11,890.1                                   |
| IX.      | Ferencváros ("Ciudad Francisco")                                         | 61,576           | 12.53      | 4859.7                                     |
| X.       | Kőbánya                                                                  | 79,270           | 32.5       | 2414.9                                     |
| XI.      | Újbuda ("Nuevo Buda")                                                    | 139,049          | 33.47      | 4105.9                                     |
| XII.     | Hegyvidék ("Tierra alta")                                                | 56,544           | 26.67      | 2109.4                                     |
| XIII.    | Angyalföld-Újlipótváros ("Campo del Angel-Nueva Ciudad Leopold")         | 113,531          | 13.44      | 8309.6                                     |
| XIV.     | Zugló                                                                    | 120,148          | 18.15      | 6525.3                                     |
| XV.      | -                                                                        | 80,218           | 26.95      | 2988.2                                     |
| XVI.     | -                                                                        | 68,484           | 33.52      | 2037.5                                     |
| XVII.    | Rákosmente                                                               | 78,250           | 54.83      | 1418.5                                     |
| XVIII.   | Pestszentlőrinc-Pestszentimre ("San Lorenzo en Pest-San Emeric en Pest") | 93,225           | 38.61      | 2414.9                                     |
| XIX.     | Kispest ("Pequeño Pest")                                                 | 61,610           | 9.38       | 6551.5                                     |
| XX.      | Pesterzsébet ("Santa Isabel en Pest")                                    | 63,371           | 12.18      | 5198.3                                     |
| XXI.     | Csepel                                                                   | 76,339           | 25.75      | 2963.9                                     |
| XXII.    | Budafok-Tétény                                                           | 50,499           | 34.25      | 1473.5                                     |
| XXIII.   | Soroksár                                                                 | 20,387           | 40.78      | 501.8                                      |
| Todos    | Budapest                                                                 | 1,712,210        | 525.16     | 3260.4                                     |